# Мигунова, Марина Борисовна
Марина Борисовна Мигунова — российский кинорежиссёр и сценарист.

## Биография
Родилась в Москве 15 октября 1965 года в семье геологов.
В 1988 с отличием окончила МГМСУ в 1990 ординатуру по специальности лучевой диагност.
Некоторое время работала по специальности. С 1995 года работала в рекламном агентстве «ТВ-6 Медиа» в качестве креативного директора.
В 1997 году поступила во ВГИК на режиссерское отделение в мастерскую В. Кобрина, затем перевелась в мастерскую В. Манна. Одновременно с учёбой работала в рекламном агентстве «Арктур».
Закончила ВГИК с отличием в 1999 году. Дипломная работа «Чистый понедельник» по рассказам Бунина.

## Фильмография

### Фильмы
1. 1999 — Чистый понедельник
2. 2004 — Прощайте, доктор Фрейд!
3. 2006 — Граф Монтенегро
4. 2006 — Любовники
5. 2008 — Сайд-степ
6. 2011 — Зойкина любовь
7. 2011 — Улыбка судьбы
8. 2013 — Зеркала
9. 2014 — Час
10. 2015 — Весеннее обострение
11. 2016 — Наваждение

### Сериалы
1. 1999 — Директория смерти
2. 2001 — Леди Бомж
3. 2002 — Нож в облаках
4. 2007 — И падает снег…